# Tupaja górska
Tupaja górska (Tupaia montana) – gatunek ssaka z rodziny tupajowatych (Tupaiidae).

## Taksonomia
Gatunek po raz pierwszy zgodnie z zasadami nazewnictwa binominalnego opisał w 1892 roku brytyjski zoolog Oldfield Thomas nadając mu nazwę Tupaia montana. Miejsce typowe to góra Dulit na wysokości 5000 ft (1524 m), Sarawak, Borneo, Malezja.
Tupaia stuebingi został zaproponowany jako nowy gatunek w oparciu o mtDNA i morfologię, ale z powodu braku dostępu do danych na podstawie których opisano ten takson, został on włączony jako podgatunek T. montana w oczekiwaniu na dodatkowe badania. Holotyp to skóra i czaszka dorosłego samca (sygnatura BMNH 1892.2.7.5) ze zbiorów Muzeum Historii Naturalnej w Londynie; okaz zebrany 14 października 1891 roku przez Charlesa Hose’a.
Autorzy Illustrated Checklist of the Mammals of the World rozpoznają trzy podgatunki. Podstawowe dane taksonomiczne podgatunków (oprócz nominatywnego) przedstawia poniższa tabelka:
| Podgatunek      | Oryginalna nazwa         | Autor i rok opisu  | Miejsce typowe | Holotyp |
| --------------- | ------------------------ | ------------------ | --- | --- |
| T. m. baluensis | Tupaia montana baluensis | Lyon               | Góra Kinabalu, na wysokości 3000 ft (914 m), Sabah, północno-wschodnie Borneo, Malezja. | Skóra i czaszka dorosłego osobnika (sygnatura BMNH 1895.10.4.20) ze zbiorów Muzeum Historii Naturalnej w Londynie; okaz zebrany przez w marcu 1897 roku przez Johna Whiteheada.      |
| T. m. stuebingi | Tupaia stuebingi         | Kwai Hin Han, 2000 | Stosunkowo nienaruszony les pierwotny, na wysokości 260 m, Ulu Engkari, 1 km w dół rzeki i naprzeciw stacji terenowej ITTO, w pobliżu współrzędnych 1°25′N 111°58′E/1,416667 111,966667, Lanjak-Entimau Wildlife Sanctuary (LEWS ), Sarawak, Malezja. | Skóra, czaszka i tkanki miękkie zamrożone w ciekłym azocie dorosłej samicy (sygnatura ITTOM78) ze zbiorów Muzium Negeri Sarawak; okaz zebrany 31 lipca 1997 roku przez autora opisu. |

### Etymologia
- Tupaia: malaj. nazwa tupai dla wiewiórki lub tupai[12].
- montana: łac. montanus „z gór, górski, góral”, od mons, montis „góra”[13].
- baluensis: Gunung Kinabalu, Borneo[14].
- stuebingi: Robert B. Stuebing (ur. 1946), amerykański herpetolog[15].

## Zasięg występowania
Tupaja górska występuje w zależności od podgatunku:
- T. montana montana – środkowy Sarawak (Mount Dulit, Batu Song, Kalulong i Usun Apau), Borneo.
- T. montana baluensis – Sabah (Gunung Kinabalu i Gunung Pueh) i wschodni Kalimantan, Borneo.
- T. montana stuebingi – niziny Lanjak Entimau Wildlife Sanctuary (południowo-zachodni Sarawak).

## Morfologia
Długość ciała (bez ogona) 150–175 mm, długość ogona 120–150 mm, długość ucha 13–16 mm, długość tylnej stopy 38–43 mm; masa ciała 110–150 kg. Tupaja górska ma zaostrzony, wydłużony pyszczek i długi, puszysty ogon.

## Ekologia

### Tryb życia
Zamieszkuje lasy górskie. Potrafi się znakomicie wspinać, ale jednak większość czasu spędza na ziemi w poszukiwaniu owadów, nasion i liści. Podczas spożywania posiłku siedzi na tylnych łapach, trzymając pożywienie w przednich. Gatunek ten prawdopodobnie ma znacznie silniej rozwinięte więzi społeczne niż inne tupajowate, ponieważ żyje w niewielkich grupach.

### Rozmnażanie
Rozród tej tupai nie jest związany z konkretną porą roku. Po ciąży trwającej 49-51 dni samica rodzi zwykle 2 młode.

## Status zagrożenia
W Czerwonej księdze gatunków zagrożonych Międzynarodowej Unii Ochrony Przyrody i Jej Zasobów został zaliczony do kategorii LC (ang. least concern ‘najmniejszej troski’).